# UCI ProSeries
UCI ProSeries – cykl międzynarodowych wyścigów kolarskich rozgrywany od 2020.
Powstanie cyklu UCI ProSeries zostało zapowiedziane przez Międzynarodową Unię Kolarską w grudniu 2018 w ramach programu wprowadzania zmian w kalendarzu wyścigów UCI do roku 2020. Nowy cykl został utworzony jako drugi poziom wyścigów UCI, pomiędzy istniejącymi już wcześniej UCI World Tour (najwyższy poziom) i cyklami kontynentalnymi – UCI Africa Tour, UCI America Tour, UCI Asia Tour, UCI Europe Tour oraz UCI Oceania Tour (do końca 2019 drugi poziom, od 2020 trzeci poziom). Do cyklu UCI ProSeries włączono wyścigi rozgrywane dotychczas w kategoriach 1.HC i 2.HC, a także część zmagań z kategorii 1.1 i 2.1.
Pierwsza edycja UCI ProSeries odbyła się w sezonie 2020.